# 小山田つとむ
小山田 つとむ（おやまだ つとむ、1952年 - ）は、宮崎県出身の漫画家。

## 略歴
1964年、谷くん（別冊少年サンデー）でデビュー。
永井豪に師事。

## 作品リスト
- 谷くん（別冊少年サンデー 1964年春季号）
- ゴンちゃんの夏（COM 1967年）
- スィートちゃん（原作：永井豪、週刊少女フレンド 1969年28号 - 51号
- 怪盗ジバコ（デラックス少年サンデー 1969年）
- でっかでか（週刊少年サンデー 1970年1号 - 15号）
- こまっチャーム（原作：永井豪、週刊少女フレンド 1970年）
- 少年草野球団（ぼくらマガジン 1970年 - 1971年）
- はみ出しズッ子（週刊少年サンデー 1970年）
- ヤッカイくん（少年マガジン増刊キッカイくん特集4　1970年）
- ギョロチン刑務所（デラックス少年サンデー 1970年）
- でえく・えれじい（ベストコミック 1971年）
- ボインのプリンちゃん（りぼん 1971年）
- スーパーめだまん（冒険王 1971年7月号 - 1972年6月号）
- 100円病院（別冊少年マガジン 1971年9月号）
- さすらいのタダ吉ちゃん（COM 1971年9月号）
- ドサマワリまたたび一座（週刊少年チャンピオン 1971年）
- 野球忍者サルトビくん（小学三年生 1972年）
- ドロロンえん魔くん（原作：永井豪、小学館BOOK　1973年9月号 - 1974年3月号、幼稚園 1973年10月号 - 1974年4月号、 小学二年生 1973年12月号 - 1974年4月号、小学三年生 1974年4月号、小学六年生 1973年10月号 - 1974年3月号）
- ハンターちゃん（希望の友　1973年8月号）
- 冒険家族はしれ！ドンキー号（原作：田中英二、映画テレビマガジン 1973年 - 1974年）
- きかんしゃやえもん D51の大冒険（映画テレビマガジン	1974年2月号）
- 快傑！解決マン（週刊少年マガジン 1974年、別冊少年マガジン 1974年 - 1975年）
- 冬休み先生（冒険王増刊 1975年）
- トビットくん（冒険王増刊 1975年）
- ネズミーランド（冒険王増刊 1975年）
- すいすいひゃくどん（別冊テレビランド 1975年）
- 冒険ロックバット（冒険王 1975年6月号 - 10月号）
- やれやれぶん太（中一コース 1975年 - 1976年）
- カッコマンB（テレビマガジン増刊号 1976年）
- 隠密犬士（冒険王 1976年夏休み増刊ジャンボオリジナル特集号）
- ろぼっ子ビートン（冒険王 1976年10月号 - 1977年10月号）
- シンガク魔人（小学六年生 1977年）
- 1001匹怪獣ツブラニアン（スーパーボンボン 1977年9月号 - 1978年5月号）
- ロボ球ナイン（小学二年生 1977年11月号,12月号別冊付録）
- マシーン飛竜（テレビマガジン	1978年1月号 - 3月号、テレビマガジン増刊 1978年）
- じいちゃん教室（小学二年生 1978年3月号別冊付録）
- 怪盗ルパン～813の謎～（冒険王 1979年5月号）
- キーマン（原作：うしおそうじ、冒険王 1979年7月号 - 1981年7月号）
- いっちょまえ（月刊少年チャレンジ 1979年3月号）
- ニ・イ・タ・カ・ヤ・マ・ノ・ボ・レ･･･（奇想天外　1980年）
- ICブッシュマンの大冒険（冒険王 1982年10月号 - 12月号）
- スーパーメカニッくん（マイコンボーイ 1982年）

## 刊行書
- 『少年草野球団』小山田つとむとダイナミックプロ 若木書房 1971
- 『ルンルンマイコン ベーシック入門マンガ 入門編』小山田, ダイナミックプロ絵 近藤喜則作 旺文社 1984
- 『一握の砂』石川啄木作 旺文社名作まんがシリーズ 1985
- 『奥の細道』松尾芭蕉作 旺文社名作まんがシリーズ 1985
- 『太宰治ユーモア傑作選』旺文社名作まんがシリーズ 1985
- 『二宮尊徳 幕末の農政家』学研まんが伝記シリーズ 1985
- 『まんがからだ事典 1 (食べ物のゆくえと血液)』楠高治と漫画 学研まんが事典シリーズ 1986
- 『愛があぶない! まんがでみるエイズ最新情報』神谷不二夫構成 双葉社 1987
- 『3年生の理科のひみつ 新訂版』学研まんが理科ひみつシリーズ 1992
- 『なぞなぞゲーム頭の体操』1-2 構成 講談社KK文庫 1991-93
- 『マンガ平家物語』水城昭彦脚色 平凡社 1995
- 『ミュータント・タートルズ』はまだよしみ共著　全15　メディアワークス 1994-95
- 『サイボーグクロちゃん激爆大図鑑 1』小山田構成 横内なおき監修 講談社コミックスボンボンデラックス 2000